# Bogusław (Lublin)
Pour les articles homonymes, voir Bogusław.
Bogusław (prononciation : [bɔˈɡuswaf]) - (en Ukrainien: Богуслав, Bohuslav) est un village polonais de la gmina de Gorzków dans le powiat de Krasnystaw de la voïvodie de Lublin dans l'est de la Pologne.

## Histoire
De 1975 à 1998, le village est attaché administrativement à la Voïvodie de Zamość.

Depuis 1999, il fait partie de la nouvelle voïvodie de Lublin.